# ボンバーマンウォーズ
『ボンバーマンウォーズ』はハドソンが1998年4月16日発売したPlayStation用ソフトとセガサターン用ソフトにして、ボンバーマンシリーズにおけるPlayStation第2作目とセガサターン第3作目。

## 概要
ボンバーマンシリーズでありながら他の作品とは全くルールの異なるテーブルゲームである。設定では『ボンバーマンワールド』のストーリーにおける「先人たちの戦い」を描いている。
碁盤状のステージの上で自軍のユニット（＝駒）をチェスや将棋などと同様に動かし、バクダンを使って敵を撃破していく。ゲームは1対1のターン制で行われ、コンピュータ相手に進むクエストモード、2P対戦ができるバトルモードがある。

## ゲームルール
プレイヤーは、それぞれ「移動力」「爆弾設置距離」「特殊能力」の異なる様々なキャラクターの中から「キング」を含む5人以内のユニットを編成。ステージ上のトラップや地形、ユニットの特殊能力を利用しながらユニットを行動させていく。
1人のユニットが1ターンでできる行動は「移動」と「バクダン・特殊能力・アイテム使用」のいずれか2つ。ターン中であれば移動を先にしても後にしても構わない。
爆弾は設置時に「5」のカウントが表示され、片方の軍がターンを終えるたびにカウントが1ずつ減っていき、0になると爆発する。爆風は前後左右2マス分（アイテムを使うと火力は伸びる）まで届き、炎に触れたユニットは戦線を離脱する。最終的に相手の「キング」を倒すか、相手の「キング」以外のすべてのユニットを倒すかすると勝利。逆に自軍が「キング」を倒されるか、自軍が「キング」1人になってしまったら敗北。なお両軍が同時に敗北条件を満たした場合は引き分けになる。通常は30ターン（自軍15＋敵軍15）制で、30ターンが経過すると空からランダムで爆弾が落ちてくる「サドンデス」状態になる。

## ストーリー
遠い昔の物語･･･。『ボンバーマンウォーズ』の世界を構成している「ボンバー大陸」の中心にボンバーマン達が平和に暮らしている地があった。
ある日、この地は狂暴な怪獣「リザードマン」の侵略に遭ったが、平和に暮らしていた為、戦う術を持たないボンバーマン達は逃げ惑うことしかできなかった。誰もが恐怖に怯えていたその時、4人の仲間を引き連れた「ボンバーヒーロー」が一陣の風が如く瞬く間にリザードマンを退治した。その地に住むボンバーマン達は深く感謝し、ボンバーヒーローを「ボンバーキング」としてボンバーマンの王として迎え、この国を「ボンバーランド」とした。ボンバーランドは長い月日の間とても平和であったが、この平和な月日は「悪の力」を強めることにもなってしまった。
悪の錬金術師「ダークボンバー」が世界を手に入れるため、暗黒4人騎士団「ダークフォースボンバー」を引き連れてボンバーランドから遠く離れた地にある4つの精霊の神殿「エレメンタルプレーン」を襲撃した。ダークボンバーの目的はそれぞれの神殿を制圧し精霊の力を手に入れることであった。ダークボンバーの魔の手はボンバーランドにも伸びようとしていた。
この事を知ったボンバーキングはボンバー大陸に伝わる精霊を封印する神秘の杖を手に、選りすぐりの仲間たちと共に世界の果てを目指す。

## クエストモード
全25のステージを1人用攻略するモード。ワールドマップ自体が5×5の碁盤状になっており、最初は中心にある「ボンバー城」でのチュートリアル戦よりスタート。以後、ステージをクリアするごとに前後左右の隣接するステージが攻略可能になる。
各ステージは戦績を問わず終了するたびに本拠地である「ボンバー城」に帰還することになる。ボンバー城には、データのセーブ・ロードが可能な書斎、パーティーメンバーの編成ができる訓練場、「ボンバーアキンド」からアイテムの購入ができる大広間、ゲームルールを確認できるルール部屋、プレイするステージを選択する作戦室の5つ部屋がある。
ゲームの流れとしてはボンバー城で戦いの準備を済ませた後、作戦室で次なる攻略地を定めて出陣、戦いが終わると再びボンバー城に戻る、というのをくりかえす。
世界の四隅（正方形の4つの隅）はボスのいるステージで、この4ステージを全てクリアするとエンディングとなるため、最短13ステージでエンディングを見ることができる。なおボス戦のみ例外で、ターンは60ターン、さらに敵軍のボスを倒すまで勝利にならない。

### ステージ
- ボンバー城 - 最初の戦いの舞台。初戦以降、ボンバー城は本拠地機能を持つことになる。

「レベル1」 ボンバー城クリア後に攻略可能なステージ
- 盗賊の森 - 中央の道の両脇に木立が並んだステージ。アーチャーが仲間になる。
- 修行の塔 - 大きな塔とブロックで阻まれる左側と、開けた右側に分かれたステージ。モンクが仲間になる。
- 妖精の泉 - 中央に大きな泉があるステージ。フェアリーが仲間になる。
- 巨人の街道 - 木立とソフトブロックの並んだ平均的なステージ。ジャイアントが仲間になる。

「レベル2」 レベル1のステージに隣接するステージ
- 耳鳴り渓谷 - 両軍の前を壁が立ちはだかるステージ。
- 戦士の草原 - 何もないステージ。
- ボンバー海 - ソフトブロックが規則的に配置されたステージ。
- 幽霊船 - ソフトブロックの樽が並ぶ左側、マストが阻む中央など障害物の多いステージ。
- キラメキ浜 - ステージの右側がまるまる水面になっている。
- 勇気の洞窟 - ところどころに壁が配置されている。
- 乙女の渓流 - 細い水路が張り巡らされたステージ。
- 一番鳥の丘 - 何もないステージ。

「レベル3」 レベル2のステージに隣接するステージ
- ギザギザ山 - 岩壁とブロックが多いステージ。
- 旅立ちの港 - 敵軍は船上、自軍は港から、艀を伝って移動する。ビショップとパラディンが仲間になる。
- とんがり島 - 菱形の中央の島と周りの浅瀬からなるステージ。
- ジボング - 富士山のような山と江戸時代のような城がある和風ステージ。ニンジャとムサシが仲間になる。
- ブルブル山 - 氷のソフトブロックばかりが並ぶステージ。
- カチコチ高地 - 真中を太い氷の川が横切り、3本の細い橋だけが渡されているステージ。
- モコモコ山 - 溶岩流がある。溶岩状に爆弾を設置するとカウントが1になる。
- カラカラ砂漠 - 中央にソフトブロックが固まっているステージ。

「レベル4」 ボスのステージ。
- 地下神殿 - 移動不可の溝が横たわるステージ。
- 海底王宮 - 中央に防御柵状に壁が並ぶ。
- 風の宮殿 - チェス盤のようにブロックがあちこちに配置されている。
- 火炎帝国 - 2本の溶岩流が自軍と敵軍の前を流れる。

## キャラクター

### ライトフォースボンバー
プレイヤーがユニットとして使用することができるキャラクター。
バトルモードではボンバープリンスを除くユニットが最初から使用可能だが、クエストモードでは最初の5キャラ以外は特定のステージをクリアしないと(ボンバープリンスのみ特殊な条件)仲間として使用することができない。
ボンバーキング/ボンバーヒーロー
声：銀河万丈（ボンバーキング）、速水奨（ボンバーヒーロー）
「キング」のステータス：移動：1、設置：2
「ヒーロー」のステータス：移動：3、設置：3
ボンバーランドを統治する王。チュートリアル戦は若い頃の姿「ボンバーヒーロー」として登場。暴れていたリザードマンを仲間と共に倒した功績により、ボンバーマンの王として迎えられ「ボンバーキング」となり、ボンバーランドを築く。ボンバーキングは常に十字目をしているが、いざとなればボンバーマン同様の目になる。キング及びヒーローは倒されると敗北になる。キングは移動は遅く特殊能力もないため、攻めるためには不向きで「いかにキングを守るか」を考えることになる。
ボンバーファイター
声：速水奨
ステータス：移動：2、設置：2
戦士。最初に使えるキャラ。斧を持った中世の剣闘士のような格好をしているが武器は使わない。特殊能力がない代わりに移動にも攻撃にも向いたバランスタイプである。
ボンバーウィッチ
声：菊池志穂
ステータス：移動：1、設置：3
魔女。最初に使えるキャラ。黒い魔女の恰好をしており、爆弾を設置する時に呪文を唱える。射程が長い代わりに動きが遅い。
ボンバーシーフ
声：千葉繁
ステータス：移動：3、設置：1
盗賊。最初に使えるキャラ。ターバンを巻いた中東風の出で立ちをしている。移動力の高い特攻タイプだが、射程が短く特殊能力もない。
ボンバークレリック
声：杉山佳寿子
ステータス：移動：1、設置：1、特殊能力「祈り」：同じ列の8マス以内のバクダン1つのカウントを1増やすことができる。
僧侶。最初に使えるキャラ。青い聖職者の服を着ている。最初に使えるキャラで唯一特殊能力を持っている。
ボンバーアーチャー
声：菊池志穂
ステータス：移動：2、設置：1、特殊能力「弓を射る」前後左右同じ列3マス以内の爆弾を1つ、カウントを1減らすことができる。
狩人。緑の服を着た弓使いの恰好。やや高めの移動力と爆破を早める特殊能力で意表を突いた攻撃を得意とする。
ボンバーモンク
声：千葉繁
ステータス：移動：2、設置：1、特殊能力「突き飛ばし」：前後左右に隣接するユニットを突き飛ばして2マス先へ移動させる。
武闘家。オレンジ色の武道着を着ている。移動力の遅いユニットを補助できる「突き飛ばし」が大いに役立つキャラクター。
ボンバージャイアント
声：銀河万丈
ステータス：移動：1、設置：2、特殊能力「運ぶ」前後左右に隣接する爆弾やユニットを他の隣接するマスへ運ぶことができる。
巨人。顔が普通のボンバーマンとは違う。緊急時や意表をつきたいときに「運ぶ」で逆転を狙うことが可能だが、移動力がない分正攻法には向かない。
ボンバーフェアリー
声：菊池志穂
ステータス：移動：2、設置：1、特殊能力「水上歩行」水上や火の上など他のキャラが移動できないところの移動・待機が可能。
妖精。羽が生えていて常時空中に浮いている。能力は平凡だが、水の多い地形で敵に回すと強敵になる。
ボンバーパラディン
声：銀河万丈
ステータス：移動：2、設置：1、特殊能力「祈り」：前後左右同じ列の3マス以内の爆弾1つのカウントを1つ増やす。
聖戦士。ヘルメットをかぶった騎士。クレリックより「祈り」の射程が短い代わりに移動力が高い。祈りを使うキャラの中では一番バランスが取れている。
ボンバービショップ
声：杉山佳寿子
ステータス：移動：1、設置：2、特殊能力「祈り」：前後左右同じ列の3マス以内の爆弾1つのカウントを1つ増やす。
神父。紺の聖職者服と白いひげを蓄えている。クレリックより「祈り」の射程が短い代わりに爆弾設置範囲が広い。
ボンバームサシ
声：銀河万丈
ステータス：移動：1、設置：1、特殊能力「居合い斬り」：前後左右同じ列2マス以内の爆弾を瞬時にカウント1にすることができる。
武士。浪人剣士のような出で立ち。自ターン終了後即爆破ができる居合い切りは相手に逃げる隙を与えない強力な武器となる代わりに、切れる範囲は2マスだけなので能力使用後に移動できないと自分も爆風を食らうことになる。
ボンバーニンジャ
声：速水奨
ステータス：移動：2、設置：1、特殊能力「飛びこし」：水面、ブロック、敵ユニットなど全ての障害物を飛び越えることができる。
忍者。紺の忍者装束。「飛びこし」は、移動を阻んで爆風を当てさせるという攻め方が一般的なこのゲームにおいては脅威となる。
ボンバープリンス
声：杉山佳寿子
ステータス：移動：3、設置：2
王子。裏技で出現するキャラ。クエストモードを10面以上クリアし、キング以外の出撃メンバーを全て外した状態で訓練室に入りなおすことによって50%の確率で使用可能になる。特殊能力はないが、シーフの素早さとファイターの射程を併せ持つ。バトルモードでは使用不可。

### 乗り物キャラクター
アイテム「タマゴ」を取ることで変身できる乗り物専用ボンバーマン。爆風に当たると変身が解ける。
ボンバードラゴン
声：銀河万丈
ステータス：移動：3、設置：1、特殊能力「飛びこし」：水面、ブロック、敵ユニットなど全ての障害物を飛び越えることができる。
竜戦士。アイテム「タマゴ」を取ることで変身できるキャラ。ボンバーランド最高の飛行力を誇る。
ボンバーケルベロス
声：杉山佳寿子
ステータス：移動：4、設置：2
牙狼騎士。アイテム「タマゴ」を取ることで変身できるキャラ。ボンバーランド最高の機動力を誇る。爆弾所持数の初期値が2。

### ゲスト
ハニー
声：大野まりな
ステータス：移動：2、設置：5、所持爆弾数：5
「耳鳴り渓谷」で出会うガンマンの格好をした賞金稼ぎの女の子。
小鉄
声：私市淳
ステータス：移動：2、設置：2、特殊能力「居合い斬り」：前後左右同じ列4マス以内の爆弾を瞬時にカウント1にすることができる。
「ジボング」で会う侍。

### ダークフォースボンバー
世界の4隅に居座るボスキャラクターである暗黒4人騎士団「ダークフォースボンバー」、および彼らを束ねる悪の錬金術師「ダークボンバー」。
アースボンバー
声：千葉繁
ステータス：移動：5、設置：1、所持爆弾数：6、特殊能力「ダーラダラ」：ボムを一度に一列に並ばせる（ラインボム）。最大で4個。
地下神殿に登場する。大地の精霊玉によって大地の力を手に入れた闘士。ダークフォースボンバーの一人。獣の皮をかぶっている。
サイクロンボンバー
声：菊池志穂
ステータス：移動：4、設置：1、所持爆弾数：4、特殊能力「コズミックサイクロン」：モンクの「突き飛ばし」と同様だが、ユニットの他に爆弾を飛ばすこともでき、飛ばす距離が他の障害物に当たるまで。　「飛び越し」：ニンジャと同様。
風の宮殿に登場する。風の精霊玉によって風の力を手に入れた魔女。ダークフォースボンバーの一人。羽のようなものが至る所に付いた衣装。
ファイアーボンバー
声：銀河万丈
ステータス：移動：2、設置：4、所持爆弾数：2、特殊能力「ブレイキングファイアー」：ムサシの「居合切り」と同様の効果だが、射程範囲が8マス。
火炎帝国に登場する。炎の精霊玉の力によって火の力を手に入れた魔法剣士。ダークフォースボンバーの一人。火炎放射器のような外見。
アクアボンバー
声：速水奨
ステータス：移動：3、設置：3、所持爆弾数：3　特殊能力「バミューダーセイレーン」：周囲8方位の隣接マスの爆弾を消去する。
海底王宮に登場する。水の精霊玉によって水の力を手に入れた戦士。ダークフォースボンバーの一人にしてリーダー。スキューバをつけた半魚人のような出で立ち。
ダークボンバー
声：永井一郎
ステータス：移動：2(「飛びこえ」可能な上、2マス先のマスの両隣も移動範囲に含まれる)、設置：4、所持爆弾数：8、特殊能力「暗黒転移」：移動可能範囲内のマスにワープ移動。「暗黒一文字」：アースの「ダーラダラ」と同様（ラインボム）。「暗黒虎殺人」：対象ユニットの四方位に爆弾設置。「暗黒龍神波」：サイクロンの「コズミックサイクロン」と同様。
最後に倒したダークフォースボンバーの後に登場するラスボスにして、暗黒4人騎士団「ダークフォースボンバー」を束ねる悪の錬金術師。4つの精霊玉の力を使ってエレメンタルパワーを使いこなす悪の権化。
その悪の心は輪廻転生し、現代のボンバーマンの宿敵である悪の天才科学者「バグラー」として生まれ変わる。

## アイテム
ステージ上で獲得できるアイテムパネルは、とったその場で効果を発揮する。ボンバーアキンドから購入するアイテムは、ステージ上でユニットが「アイテム」を選択して使用することによって効果が発揮される。どちらも、効果はそのステージ限り。

### アイテムパネル
- コイン - 貯めるとショップアイテムを購入できる。ステージ勝利時のコインと同じ。
- ボムアップ - 爆弾の持ち数が1増える。初期値はボスとケルベロスを除いて1個。但し、一度置いたターンは2度置けず次のターンにならないと置けない。
- ファイアーアップ - 火力が1マス増える。初期値は2。最大は8。
- フルファイアー - 火力が最大（8マス）になる。
- スピードアップ - 移動力が1マス多くなる。
- ゲタ - 移動力が1マス少なくなる。ただし0にはならない。
- リモコン - 置いた爆弾にカウントがなくなり、任意のタイミングでカウントを1にできる。ただし「弓を射る」「祈る」「居合切り」等を受けると通常の爆弾になる。
- ボムキック - 特殊能力「ボムキック」を得る。前後左右に隣接する爆弾を他の障害物に当たるまで突き飛ばす。
- タイマー - フィールドの全ての爆弾のカウントが＋2される。
- ハート - 1度だけ爆風に接触してもミスにならない。
- タマゴ - 乗り物に乗ったボンバーに変身する。乗り物に乗った後は、どのキャラクターが乗っても均一の能力になる。空を飛べる「ボンバードラゴン」と地上を走る「ボンバーケルベロス」の2種類がいるが、どちらに変身するかはランダム。爆風に当たると元のボンバーマンに戻る。

ボンバードラゴン、ボンバーケルベロスについては乗り物キャラクターを参照。

### ボンバーアキンドから購入するアイテム
ボンバーアキンドは城の大広間におり、各ステージ勝利時に与えられるボーナスコインを使って買い物をすることができる。
- エンゼルボイス - 10万コイン - 自軍ターン終了後、次のターンが再び自軍ターンになる
- パワードリンク - 5万コイン - 移動力・火力・爆弾設置距離が１ずつ上がる。
- スピードブーツ - 2万コイン - 移動力が2上がる。
- ゼロウォッチ - 2万コイン - 残りターンが0になり、そのままサドンデス状態になる。
- ルーズベル - 2万コイン - フィールド上の全ての爆弾のカウントが＋5される。

## バトルモード
2P対戦及びコンピュータ戦が楽しめるゲームモード。ボンバーキング以外のユニットはボンバープリンスとボンバーヒーローを除くライトフォースボンバーから自由に選択することができる。

### バトルモードで使用されるステージ
- 勇者の広場
- ボンバー庭園
- 伝説の神殿
- 戦士の丘
- 炎の戦場
- 地下回廊
- 名もなき宮殿
- 試練の闘技場